# (6060) Doudleby
(6060) Doudleby est un astéroïde de la ceinture principale.

## Description
(6060) Doudleby est un astéroïde de la ceinture principale. Il fut découvert le 19 février 1980 à l'Observatoire Kleť par Antonín Mrkos. Il présente une orbite caractérisée par un demi-grand axe de 2,61 UA, une excentricité de 0,09 et une inclinaison de 9,9° par rapport à l'écliptique.

## Compléments